# 海塚站
海塚站  是曾經存在於日本大阪府泉南郡麻生郷村(現在日本大阪府貝塚市海塚),為水間線的廢站。1925年（大正14年）12月24日啟用，至1972年（昭和47年）12月25日廢止。